# Козма Антонов
Козма Антонов е български революционер, участник в Българското опълчение.

## Биография
Антонов е роден около 1840 година в град Неврокоп, който тогава е в Османската империя. Учи в българското училище в Неврокоп. Участва в борбата за независима българска църква. Поради преследване от страна на властите около 1870 година е принуден да емигрира в Румъния. След избухването на Руско-турската война се записва доброволец в 1 рота на 7 опълченска дружина. Загива през април 1878 година.